# Atenaide
Atenaide, también llamada Gli affetti generosi (título original en italiano; en español, Atenaida o Los afectos generosos, RV 702) es una ópera en tres actos del compositor Antonio Vivaldi y libretto en italiano de Apostolo Zeno. La historia se basa muy libremente en la historia de la emperatriz bizantina Atenaida, convertida al cristianismo con el nombre de Elia Eudoxia, esposa de Teodosio II. Se estrenó el 29 de diciembre de 1728 en el Teatro della Pergola de Florencia. 

## Historia
Se trata de la tercera opera compuesta por Vivaldi para el Teatro della Pergola, después de Scanderbeg (1718) e Ipermestra (1727), ambas grandes éxitos de Vivaldi. Con Atenaide el empresario del teatro Luca Casimiro degli Albizzi esperaba volver a tener el mismo éxito en la temporada de 1729. Pero la ópera resultó un fracaso, del que Vivaldi se recuperaría con su siguiente ópera, Catone in Utica.
Esta ópera se representa muy poco; en las estadísticas de Operabase Archivado el 14 de mayo de 2017 en Wayback Machine. aparece L'Atenaide con sólo una representación en el período 2005-2010.

## Discografía
| Año  | Reparto                                                      | Director, Teatro y orquesta           | Discográfica   |
| ---- | ------------------------------------------------------------ | ------------------------------------- | -------------- |
| 2007 | Sandrine Piau Vivica Genaux Guillemette Laurens Romina Basso | Federico Maria Sardelli, Modo Antiquo | 3 cedés: Naïve |